# فريدريك بول (لاعب كريكت)
فريدريك بول (بالإنجليزية: Frederick Bull)‏ (1875 - 1910) هو لاعب كريكت بريطاني (وحمل سابقاً جنسية المملكة المتحدة لبريطانيا العظمى وأيرلندا).

## وصلات خارجية
- فريدريك بول على موقع إي آس بي آن كريك إنفو (الإنجليزية)